# Paragona gloriosa
Paragona gloriosa là một loài bướm đêm trong họ Erebidae.